# قرار مجلس الأمن التابع للأمم المتحدة رقم 1137
قرار مجلس الأمن التابع للأمم المتحدة رقم 1137، المعتمد بالإجماع في 12 نوفمبر 1997، وبعد أن أعاد المجلس تأكيد القرارات 687 (1991)، و707 (1991)، و715 (1991)، و1060 (1996)، و1115 (1997)، و1134 (1997)، المتعلقة برصد برنامج العراق للأسلحة، فرض المجلس قيودا على سفر المسؤولين العراقيين وأعضاء القوات المسلحة في أعقاب عدم الامتثال للجنة الخاصة التابعة للأمم المتحدة.
وأعرب مجلس الأمن عن قلقه إزاء الرسائل التي تلقاها من مسؤولين عراقيين والذين يفرضون شروطا على تعاونه مع اللجنة الخاصة، وهددوا على نحو ضمني سلامة طائرة الاستطلاع، مطالبين بسحبهم من المجال الجوي العراقي. ونقل العراق أيضا معدات مزدوجة الاستخدام ترصدها اللجنة، ويرى المجلس أنها غير مقبولة. وقد أفادت اللجنة الخاصة نفسها بأن اثنين من موظفيها منعوا من الوصول إلى العراق على أساس جنسيتهما، ومُنع مفتشو الأسلحة من الوصول إلى مواقع معينة، وجرى العبث بكاميرات المراقبة أو تم تغطيتها. وقد تم إجراء مشاورات دبلوماسية، وتم تحذير العراق من اتخاذ تدابير أخرى إذا لم يمتثل.
وقد أدان هذا القرار، متصرفا بموجب الفصل السابع من ميثاق الأمم المتحدة، استمرار العراق في انتهاك التزاماته بموجب القرارات، وطالب بأن يتعاون البلد تعاونا كاملا وغير مشروط مع اللجنة الخاصة. ووفقا للقرار 1134، أصبحت جميع البلدان مطالبة الآن بفرض حظر على سفر المسؤولين العراقيين وأفراد القوات المسلحة المسؤولين عن حالات عدم الامتثال. وأنشئ أيضا قائمة بأسماء الأشخاص الذين تنطبق عليهم الحظر. ولن تنتهي هذه القيود إلا في اليوم التالي لقيام اللجنة الخاصة بالإبلاغ بأن العراق يتيح لفرق التفتيش إمكانية الوصول الفوري وغير المشروط وغير المقيد إلى أي موقع أو معدات أو معلومات أو نقل أو أشخاص بعينها.

## وصلات خارجية
- نص القرار في undocs.org